# Something Wicked This Way Comes
Something Wicked This Way Comes es el quinto álbum de estudio de la banda estadounidense de thrash metal Iced Earth, lanzado el 7 de julio de 1998 . Es el primer álbum con el guitarrista Larry Tarnowski, y el retorno del baterista Mark Prator. Las últimas tres canciones conforman la trilogía "Something Wicked".

## Canciones
| N.º | Título                     | Escritor(es)                       | Duración |  |
| 1.  | «Burning Times»            | Matt Barlow, Jon Schaffer          | 3:44     |  |
| 2.  | «Melancholy (Holy Martyr)» | Schaffer                           | 4:47     |  |
| 3.  | «Disciples of the Lie»     | Schaffer                           | 4:03     |  |
| 4.  | «Watching Over Me»         | Schaffer                           | 4:28     |  |
| 5.  | «Stand Alone»              | Barlow, Schaffer                   | 2:44     |  |
| 6.  | «Consequences»             | Schaffer                           | 5:36     |  |
| 7.  | «My Own Savior»            | Barlow, Schaffer, Jim Morris       | 3:39     |  |
| 8.  | «Reaping Stone»            | Barlow, Schaffer, James MacDonough | 4:02     |  |
| 9.  | «1776»                     | Schaffer                           | 3:33     |  |
| 10. | «Blessed Are You»          | Schaffer                           | 5:05     |  |
| 11. | «Prophecy»                 | Schaffer                           | 6:18     |  |
| 12. | «Birth of the Wicked»      | Schaffer                           | 4:16     |  |
| 13. | «The Coming Curse»         | Schaffer                           | 9:33     |  |

### Pistas adicionales  (rematerización 2008)
| N.º | Título                                           | Escritor(es)                                        | Duración |  |
| 14. | «Shooting Star» (originally by Bad Company)      | Paul Rodgers                                        | 5:16     |  |
| 15. | «Electric Funeral» (originally by Black Sabbath) | Ozzy Osbourne, Tony Iommi, Geezer Butler, Bill Ward | 4:53     |  |
| 16. | «The Ripper» (originally by Judas Priest)        | Glenn Tipton                                        | 2:44     |  |

## Personal

### Iced Earth
- Jon Schaffer – lead & rhythm guitar, backing vocals
- Matthew Barlow – lead vocals
- James MacDonough – bass guitar

### Guest appearances
- Larry Tarnowski – guitar solos on all tracks except "Watching Over Me"
- Mark Prator – drums
- Susan McQuinn – flute on "1776"
- Howard Helm – piano intro to "Coming Curse"
- Tracy Marie LaBarbera – backing vocals on "My Own Savior", "Melancholy", and "Watching Over Me"
- Jim Morris – producer, engineer, keyboards, guitar solo on "Watching Over Me", backing vocals
- Roger Hughes – mandolin on "Blessed Are You"

- Datos: Q1753847